# Жан-Клод Кили
Жан-Клод Килѝ (на френски: Jean-Claude Killy) е бивш френски състезател по ски алпийски дисциплини и спортен функционер.
Той е трикратен олимпийски шампион от Зимните олимпийски игри през 1968 година в град Гренобъл, Франция и шесткратен световен шампион по ски алпийски дисциплини (от които три са от Гренобъл 1968, от където състезанията се признават за олимпийски игри и световно първенство). Два пъти е първи в генералното класиране за Световната купа – през 1967 и 1968 година. Печели и титлите за Световната купа в спускането през 1967, гигантския слалом през 1967 и 1968 и слалома през 1967 година.
От 1995 година е член на МОК. Член е на Борда на директорите на Ролекс.
През 1999 година е избран за Спортист на века във Франция.

## Биография

### Ранни години
Жан-Клод Кили е роден на 30 август 1943 година в Сен Клу, предградие на столицата Париж , но израства в Алпите, в курортното градче Вал д'Изер, разположено на пет километра от границата с Италия, където семейството му се премества през 1945 година. Научава се да кара ски когато е три-годишен.
Баща му Роберт е пилот на изтребител и борец за освобождението на Франция от нацистките окупатори (1941 – 1944), по време на Втората световна война. След войната, открива магазин за ски оборудване в града, а по-късно, е управител на хотел.
Майка му, Мадлен, напуска баща му през 1950 г., когато Жан-Клод е на седем години. Жан-Клод има по-голяма сестра и по-малък брат, които остават под грижите на баща им.

### Спортна кариера
Спортната кариера на Жан-Клод Кили започва в младежкия национален отбор на Франция, когато е на шестнадесет години. В началото на кариерата няма големи успехи.
През 1960 година става част от френския национален отбор по ски алпийски дисциплини. През сезон 1960/61 печели четири златни медала от първенството на Франция за младежи – в спускането, гигантския слалом, слалома и комбинацията. През 1961 година той печели първото си международно състезание в дисциплината гигантски слалом, проведено във Вал д'Изер. Той стартира 39-и.
Треньорът на френския национален отбор заявява Кили в списъка за Световното първенство през 1962, което трябва да се проведе в Шамони, но това така и не става, тъй като Кили чупи крака си  по време на състезание по спускане в Италия.
През 1964 година е заявен за участие и в трите дисциплини на Зимните олимпийски игри в Инсбрук, като треньорът обявява, че целта е да го подготви за Олимпийските игри през 1968 година. Въпреки това, на Олимпийските игри през 1964 г. завършва на пето място в гигантския слалом.
Две години по-късно, през 1966 година, той прави много успешно световно първенство, която се провежда в чилийския курорт Портильо, като Кили печели два златни медала.
През 1967 година печели дванадесет от четиринадесет състезания за Световната купа, в които участва. Печели пет спускания, четири гигантски слалома и три слалома, завършва на второ място в един слалом и заема третите места в един слалом и един гигантски слалом.
В състезанията за Световната купа през 1968 година Кили печели три победи (две в гигантския слалом и една в слалома) в деветте състезания, в които участва. Печели две втори места, две трети, едно четвърто и едно седмо място в останалите стартове.
Своя триумф, Жан-Клод Кили постигна на Зимните олимпийски игри проведени в Гренобъл, Франция, през същата година, където спечелва първи места във всички три старта в алпийските дисциплини (спускане, гигантски слалом и слалом). Така той изравнява рекорда от три олимпийски титли от една и съща Олимпиада на Тони Зайлер в алпийските ски дванадесет години след като Зайлер постига същото постижение на Олимпиадата през 1956 година в Кортина д'Ампецо. Победата в слалома му е присъдена след като след състезанието далият най-добро време Карл Шранц е дисквалифициран.
В Гренобъл Жан-Клод Кили въвежда облягането с всичка сила на щеките в мига преди старта, с цел оттласване и набиране на първоначална инерция.

### След спорта
След края на състезателната си кариера в алпийските ски участва няколкократно в рали Париж-Дакар. Снима се във филма „Снежна работа“. Работи във фирма за производство на ски облекла. Участва и в други състезания по рали без особени успехи.
Участва в организацията на Зимните олимпийски игри в Албервил през 1992 година, където еднолично взима решението олимпийският огън да бъде запален от футболиста Мишел Платини, вместо да се спази традицията огънят да бъде запален от състезател по зимен спорт.
Работи като председател на Комисията за координация на МОК за зимните олимпийски игрите в Торино през 2006 г. и в Сочи през 2014 г.

### Личен живот
От 1973 г. до 1987 г. е женен за френската актриса Даниел Гобер, и живее с нея, докато тя умира от рак. Двамата имат дъщеря – Емили, а той приема и двете деца от първия брак на съпругатата си с Радамез Трухильо, син на Рафаел Леонидас Трухильо, убитият диктатор на Доминиканската република. Гобер и Трухильо са разведени от 1968 г., а по-късно същата година тя се запознава с Кили.